# Bologna Football Club 1975-1976
Questa voce raccoglie le informazioni riguardanti il Bologna Football Club nelle competizioni ufficiali della stagione 1975-1976.

## Stagione
Il Bologna nel campionato di Serie A 1975-1976 si classifica al settimo posto con 32 punti, gli stessi del Cesena, ma avendo peggiore differenza reti non si qualifica per la Coppa UEFA 1976-1977. Lo scudetto è stato vinto con 45 punti dal Torino, al settimo titolo. Retrocedono l'Ascoli, il Como ed il Cagliari.
La squadra felsinea per questa stagione è ancora affidata a Bruno Pesaola. Con otto reti i migliori marcatori stagionali dei rossoblù sono stati Sergio Clerici e Stefano Chiodi.
In Coppa Italia il Bologna si è fermato in settembre nel primo turno di qualificazione nel Girone 2, classificandosi terzo dietro al Genoa, che si è qualificato alla fase successiva.

## Divise
| Casa | Trasferta | 1ª portiere | 2ª portiere |

## Rosa
| N. |                   | Ruolo | Calciatore               |
| -- | ----------------- | ----- | ------------------------ |
|    | Italia (bandiera) | P     | Franco Mancini           |
|    | Italia (bandiera) | P     | Amos Adani               |
|    | Italia (bandiera) | P     | Enrico Cavalieri         |
|    | Italia (bandiera) | D     | Tazio Roversi            |
|    | Italia (bandiera) | D     | Franco Cresci            |
|    | Italia (bandiera) | D     | Angelo Cereser           |
|    | Italia (bandiera) | D     | Giorgio Valmassoi        |
|    | Italia (bandiera) | D     | Mauro Bellugi (capitano) |
|    | Italia (bandiera) | C     | Paolo Biancardi          |
|    | Italia (bandiera) | C     | Carlo Trevisanello       |
|    | Italia (bandiera) | C     | Lionello Massimelli      |

| N. |                    | Ruolo | Calciatore       |
| -- | ------------------ | ----- | ---------------- |
|    | Italia (bandiera)  | C     | Ennio Mastalli   |
|    | Italia (bandiera)  | C     | Rosario Rampanti |
|    | Italia (bandiera)  | C     | Franco Colomba   |
|    | Italia (bandiera)  | C     | Franco Nanni     |
|    | Italia (bandiera)  | C     | Claudio Maselli  |
|    | Italia (bandiera)  | C     | Sandro Vanello   |
|    | Italia (bandiera)  | A     | Stefano Chiodi   |
|    | Italia (bandiera)  | A     | Oriano Grop      |
|    | Italia (bandiera)  | A     | Roberto Vieri    |
|    | Brasile (bandiera) | A     | Sergio Clerici   |
|    | Italia (bandiera)  | A     | Ezio Bertuzzo    |

## Risultati

### Serie A

#### Girone di andata
| Arbitro: | Menegali (Roma) |

|              |           |  |
| Bertuzzo 65’ | Marcatori |  |

| Arbitro: | Levrero (Genova) |

|          |           |  |
| Vriz 50’ | Marcatori |  |

| Arbitro: | Serafino (Roma) |

|            |           |                 |
| Chiodi 74’ | Marcatori | 63’ F. Vincenzi |

| Arbitro: | Gussoni (Tradate) |

|              |           |                     |
| Giordano 64’ | Marcatori | 80’ (aut.) Brignani |

| Arbitro: | Panzino (Catanzaro) |

|             |           |                  |
| Clerici 76’ | Marcatori | 9’ W. Speggiorin |

| Arbitro: | R. Lattanzi (Roma) |

|                 |           |                              |
| Riva 45’ (rig.) | Marcatori | 68’ (rig.) Clerici 74’ Nanni |

| Arbitro: | Ciacci (Firenze) |

|                  |           |               |
| Nanni 73’ (rig.) | Marcatori | 49’ Scanziani |

| Cesena 7 dicembre 1975 8ª giornata | Cesena          | 0 – 0 | Bologna | Stadio “La Fiorita"\| Arbitro: \| Menegali (Roma) \| |
| Arbitro:                           | Menegali (Roma) |       |         |                                                      |

| Arbitro: | R. Lo Bello (Siracusa) |

|            |           |               |
| Chiodi 26’ | Marcatori | 80’ M. Scarpa |

| Arbitro: | Barboni (Firenze) |

|  |           |           |
|  | Marcatori | 32’ Nanni |

| Arbitro: | Pieri (Genova) |

|                         |           |             |
| Rampanti 38’ Cresci 53’ | Marcatori | 33’ Spadoni |

| Arbitro: | Casarin (Milano) |

|                      |           |                |
| Braglia 9’ Massa 86’ | Marcatori | 1’, 33’ Chiodi |

| Arbitro: | Serafino (Roma) |

|             |           |  |
| Bettega 15’ | Marcatori |  |

| Arbitro: | V. Lattanzi (Roma) |

|             |           |            |
| Clerici 48’ | Marcatori | 52’ Ghetti |

| Arbitro: | Gonella (Torino) |

|                    |           |                      |
| Roversi 69’ (aut.) | Marcatori | 39’ (aut.) M Bertini |

#### Girone di ritorno
| Arbitro: | Agnolin (Bassano del Grappa) |

|                               |           |             |
| P. Pulici 3’, 43’, 77’ (rig.) | Marcatori | 51’ Clerici |

| Bologna 15 febbraio 1976 17ª giornata | Bologna           | 0 – 0 | Verona | Stadio Comunale\| Arbitro: \| Bergamo (Livorno) \| |
| Arbitro:                              | Bergamo (Livorno) |       |        |                                                    |

| Arbitro: | Panzino (Catanzaro) |

|                                |           |             |
| E. Calloni 5’, 52’ Benetti 70’ | Marcatori | 62’ Maselli |

| Arbitro: | Casarin (Milano) |

|             |           |  |
| Clerici 57’ | Marcatori |  |

| Arbitro: | Gussoni (Tradate) |

|               |           |                          |
| Bresciani 84’ | Marcatori | 7’ Massimelli 18’ Chiodi |

| Bologna 14 marzo 1976 21ª giornata | Bologna         | 0 – 0 | Cagliari | Stadio Comunale\| Arbitro: \| Celli (Trieste) \| |
| Arbitro:                           | Celli (Trieste) |       |          |                                                  |

| Arbitro: | Mattei (Macerata) |

|                                    |           |             |
| Rigamonti 19’ (rig.) Scanziani 62’ | Marcatori | 90’ Maselli |

| Arbitro: | Benedetti (Roma) |

|                                            |           |                                        |
| Clerici 3’, 72’ Cresci 17’ Chiodi 74’, 89’ | Marcatori | 7’ Ceccarelli 24’ Bertarelli 66’ Urban |

| Arbitro: | R. Lattanzi (Roma) |

|             |           |           |
| Vannini 45’ | Marcatori | 78’ Nanni |

| Arbitro: | Casarin (Milano) |

|             |           |  |
| Maselli 32’ | Marcatori |  |

| Roma 18 aprile 1976 26ª giornata | Roma                   | 0 – 0 | Bologna | Stadio Olimpico\| Arbitro: \| R. Lo Bello (Siracusa) \| |
| Arbitro:                         | R. Lo Bello (Siracusa) |       |         |                                                         |

| Arbitro: | Menegali (Roma) |

|                       |           |  |
| Clerici 9’ Chiodi 88’ | Marcatori |  |

| Arbitro: | Ciacci (Firenze) |

|                |           |                                                    |
| Massimelli 58’ | Marcatori | 36’ S. Gori 69’ (aut.) F. Mancini 75’, 87’ Bettega |

| Ascoli Piceno 9 maggio 1976 29ª giornata | Ascoli              | 0 – 0 | Bologna | Stadio Cino e Lillo Del Duca\| Arbitro: \| Menicucci (Firenze) \| |
| Arbitro:                                 | Menicucci (Firenze) |       |         |                                                                   |

| Arbitro: | Schena (Foggia) |

|                      |           |                              |
| Facchetti 39’ (aut.) | Marcatori | 68’ Facchetti 81’ Boninsegna |

### Coppa Italia

#### Primo turno
| Genova 27 agosto 1975 1ª giornata | Genoa              | 0 – 0 | Bologna | Stadio Luigi Ferraris\| Arbitro: \| V. Lattanzi (Roma) \| |
| Arbitro:                          | V. Lattanzi (Roma) |       |         |                                                           |

| Bologna 31 agosto 1975 2ª giornata | Bologna         | 0 – 0 | Como | Stadio Comunale\| Arbitro: \| Schena (Foggia) \| |
| Arbitro:                           | Schena (Foggia) |       |      |                                                  |

| Arbitro: | Levrero (Genova) |

|              |           |  |
| Bertuzzo 43’ | Marcatori |  |

| Arbitro: | Panzino (Catanzaro) |

|                                 |           |                |
| Russo 53’ Vernacchia 90’ (rig.) | Marcatori | 13’ Massimelli |

## Statistiche

### Statistiche di squadra
| Competizione | Punti | In casa | In casa | In casa | In casa | In casa | In casa | In trasferta | In trasferta | In trasferta | In trasferta | In trasferta | In trasferta | Totale | Totale | Totale | Totale | Totale | Totale | DR |
| Competizione | Punti | G       | V       | N       | P       | Gf      | Gs      | G            | V            | N            | P            | Gf           | Gs           | G      | V      | N      | P      | Gf     | Gs     | DR |
| ------------ | ----- | ------- | ------- | ------- | ------- | ------- | ------- | ------------ | ------------ | ------------ | ------------ | ------------ | ------------ | ------ | ------ | ------ | ------ | ------ | ------ | -- |
| Serie A      | 32    | 15      | 6       | 7       | 2       | 19      | 15      | 15           | 3            | 7            | 5            | 13           | 17           | 30     | 9      | 14     | 7      | 32     | 32     | 0  |
| Coppa Italia | -     | 2       | 1       | 1       | 0       | 1       | 0       | 2            | 0            | 1            | 1            | 1            | 2            | 4      | 1      | 2      | 1      | 2      | 2      | 0  |
| Totale       | -     | 17      | 7       | 8       | 2       | 20      | 15      | 17           | 3            | 8            | 6            | 14           | 19           | 34     | 10     | 16     | 8      | 34     | 34     | 0  |

### Statistiche dei giocatori
In campionato: 3 autogol a favore.
| Giocatore       | Serie A  | Serie A | Coppa Italia | Coppa Italia | Totale   | Totale |
| Giocatore       | Presenze | Reti    | Presenze     | Reti         | Presenze | Reti   |
| --------------- | -------- | ------- | ------------ | ------------ | -------- | ------ |
| F. Mancini      | 29       | -31     | 3            | -2           | 32       | -33    |
| A. Adani        | 1        | -1      | 0            | 0            | 1        | -1     |
| S. Buso         | 0        | -0      | 1            | -0           | 1        | -0     |
| E. Cavalieri    | 0        | 0       | 0            | 0            | 0        | 0      |
| T. Roversi      | 30       | 0       | 0            | 0            | 30       | 0      |
| F. Cresci       | 27       | 2       | 4            | 0            | 31       | 2      |
| A. Cereser      | 25       | 0       | 3            | 0            | 28       | 0      |
| G. Valmassoi    | 12       | 0       | 1            | 0            | 13       | 0      |
| M. Bellugi      | 25       | 0       | 4            | 0            | 29       | 0      |
| P. Biancardi    | 4        | 0       | 0            | 0            | 4        | 0      |
| C. Trevisanello | 12       | 0       | 1            | 0            | 13       | 0      |
| L. Massimelli   | 18       | 2       | 3            | 1            | 21       | 3      |
| E. Mastalli     | 3        | 0       | 0            | 0            | 3        | 0      |
| R. Rampanti     | 21       | 1       | 3            | 0            | 24       | 1      |
| F. Colomba      | 0        | 0       | 0            | 0            | 0        | 0      |
| F. Nanni        | 28       | 4       | 4            | 0            | 32       | 4      |
| C. Maselli      | 26       | 3       | 4            | 0            | 30       | 3      |
| S. Vanello      | 21       | 0       | 2            | 0            | 23       | 0      |
| S. Chiodi       | 22       | 8       | 0            | 0            | 22       | 8      |
| O. Grop         | 4        | 0       | 1            | 0            | 5        | 0      |
| R. Vieri        | 0        | 0       | 0            | 0            | 0        | 0      |
| S. Clerici      | 28       | 8       | 4            | 0            | 32       | 8      |
| E. Bertuzzo     | 15       | 1       | 4            | 1            | 19       | 2      |